# Sân bay quốc tế Nam Dương Diêm Thành
Sân bay Nam Dương Diêm Thành (IATA: YNZ, ICAO: ZSYN) là một sân bay phục vụ thành phố Diêm Thành, tỉnh Giang Tô, Trung Quốc.
Sân bay này nằm ở thành phố Nam Dương, 8,3 km (5,2 mi) từ trung tâm thành phố. Các chuyến bay thương mại bắt đầu vào năm 2000, và các chuyến bay quốc tế bắt đầu vào năm 2008. 

## Hãng hàng không và điểm đến
Hiện có các hãng sau đang có tuyến bay đi đến sân bay này:
| Hãng hàng không         | Các điểm đến                              |
| ----------------------- | ----------------------------------------- |
| Air China               | Bắc Kinh-Thủ đô                           |
| Asiana Airlines         | Thuê chuyến thường lệ: Seoul-Incheon      |
| China Eastern Airlines  | Changsha, Kunming, Shanghai-Pudong, Wuhan |
| China Eastern Airlines  | Hong Kong, Seoul-Incheon, Taipei-Taoyuan  |
| China Southern Airlines | Guangzhou, Nantong                        |
| Mandarin Airlines       | Đài Bắc-Đào Viên                          |
| Uni Air                 | Đài Loan-Đào Viên                         |
| Xiamen Airlines         | Harbin, Hạ Môn                            |

### Hàng hóa
| Hãng hàng không       | Các điểm đến  |
| --------------------- | ------------- |
| China Postal Airlines | Seoul-Incheon |